# 浸潭镇
浸潭镇，是中华人民共和国广东省清远市清新区下辖的一个乡镇级行政单位。2020年人口63393人。

## 行政区划
浸潭镇下辖以下地区：
浸潭社区、桃源社区、大树墩村、高车村、芦苞村、龙林场村、五马村、大陂头村、黄歧塘村、六甲洞村、鸡见坑村、高华塘村、留良洞村、白花朗村、田心村、黄田村、新寨村、独石村、大湾岗村、新围村、五一村、根竹坑村、拱水村、沧边村、建辉村、朗口村、丁坑村、桃中村、塘坑村、蕉坑村、渔汕村和三村。